# 賀野村
賀野村（かのそん）は、鳥取県西伯郡にあった村。現在の西伯郡南部町の一部にあたる。

## 地理
手間山の南東山麓の大谷筋・小松谷・朝鍋谷、高原の御墓原・越敷野に位置していた。
- 河川：朝鍋川[3]、小松谷川[4]、高姫川[5]
- 山岳：浅井山[6]

## 歴史
- 1889年（明治22年）10月1日、町村制の施行により、会見郡荻名村、市山村、浅井村、高姫村、井上村、御内谷村、金田村、朝金村、池野村、鶴田村が合併して村制施行し、賀野村が発足[1][2]。旧村名を継承した荻名、市山、浅井、高姫、井上、御内谷、金田、朝金、池野、鶴田の10大字を編成[2]。役場を大字金田字鳴居に設置[7]。
- 1896年（明治29年）4月1日、郡の統合により西伯郡に所属[2]。
- 1911年（明治44年）大字浅井に耕地整理組合設立[6]。
- 1917年（大正6年）御内谷耕地整理組合設立[8]
- 1948年（昭和23年）賀野村農業協同組合設立[4]
- 1954年（昭和29年）大字市山字天王原に賀野保育園開設[4]。
- 1955年（昭和30年）4月25日、西伯郡手間村と合併し、町制施行し会見町を新設して廃止された[1][2]。合併後、会見町大字荻名・市山・浅井・高姫・井上・御内谷・金田・朝金・池野・鶴田となる[2]。

### 地名の由来
産土神賀茂神社、熊野神社の神社名にちなむ。

## 産業
- 農業

## 教育
- 1873年（明治6年）第7番小学浅井学校開校[6]、浅井学校池野分校開校[3]。1887年（明治20年）池野簡易小学校となる[3]。1893年（明治26年）池野尋常小学校に改称[3]。1954年、大字池野字助ケ崎に新築移転[3]（現:南部町立会見第二小学校）。
- 1890年（明治23年）9月、宮前尋常小学校から金田尋常小学校が独立[7]。（現:南部町立会見小学校）